# 26 февруари
26 февруари е 57-ият ден в годината според григорианския календар. Остават 308 дни до края на годината (309 през високосна).

## Събития
- 364 г. – Валентиниан I става римски император.
- 1616 г. – На Галилео Галилей е забранено да преподава астрономията на Николай Коперник, като противоречаща на тълкуването на Светото писание.
- 1815 г. – Наполеон Бонапарт извършва бягство от остров Елба, след което се насочва с привърженици към Париж с намерение да завземе властта.
- 1851 г. – В Шумен е основан първият български оркестър, негов ръководител е Михай Шафран.
- 1899 г. – Константин Иречек публикува статия, в която описва партизанщината в българския политически живот.
- 1915 г. – Първата световна война: За първи път в историята в бойните действия се използва огнехвъргачка от армията на Германия.
- 1919 г. – В щата Аризона (САЩ) е учреден националният парк Гранд каньон.
- 1927 г. – Полша приема националния си химн.
- 1935 г. – Шотландският изобретател Робърт Уотсън-Уат демонстрира първия радиолокатор.
- 1936 г. – По нареждане на Хитлер в Германия започва производството на леките коли Фолксваген.
- 1951 г. – В САЩ президентските мандати са ограничени на два.
- 1952 г. – Британският премиер Уинстън Чърчил обявява, че страната притежава атомна бомба.
- 1961 г. – Хасан II става крал на Мароко.
- 1966 г. – САЩ изстрелват първия си космически кораб от серията Аполо без екипаж.
- 1967 г. – САЩ започва военна офанзива срещу главната квартира на Виетконг.
- 1980 г. – Израел и Египет установяват дипломатически отношения.
- 1991 г. – Американецът Тим Бърнърс-Ли представя първият уеб браузър.
- 1993 г. – Извършен е Атентат срещу Световния търговски център в Ню Йорк, при който загиват 6 души, а над 1000 са ранени.
- 2004 г. – Президентът на Република Македония Борис Трайковски загива в самолетна катастрофа близо до Мостар (Босна и Херцеговина).

## Родени
- 1361 г. – Вацлав IV, Крал на Бохемия († 1419 г.
- 1564 г. – Кристофър Марлоу, английски драматург († 1593 г.)
- 1671 г. – Антъни Ашли-Купър, британски философ († 1713 г.)
- 1786 г. – Франсоа Араго, френски учен († 1853 г.)
- 1789 г. – Итън Ходжкинсън, английски инженер († 1861 г.)
- 1799 г. – Беноа Пол Емил Клапейрон, френски физик († 1864 г.)
- 1802 г. – Виктор Юго, френски писател († 1885 г.)
- 1829 г. – Леви Щраус, американски дизайнер († 1902 г.)
- 1840 г. – Юджийн Скайлър, американски учен († 1890 г.)
- 1842 г. – Камий Фламарион, френски астроном († 1925 г.)
- 1846 г. – Бъфало Бил, американски шоумен († 1917 г.)
- 1852 г. – Джон Келог, американски хирург († 1943 г.)
- 1854 г. – Михаил Сарафов, български политик († 1924 г.)
- 1860 г. – Порфирий Бахметиев, руски физик († 1913 г.)
- 1860 г. – Стилиян Ковачев, български офицер († 1939 г.)
- 1861 г. – Надежда Крупская, руска революционерка († 1939 г.)
- 1861 г. – Фердинанд I, цар на България († 1948 г.)
- 1869 г. – Уилям Тарн, британски историк († 1957 г.)
- 1884 г. – Костас Варналис, гръцки писател († 1974 г.)
- 1896 г. – Андрей Жданов, съветски политик († 1948 г.)
- 1896 г. – Никола Икономов, български драматург († 1959 г.)
- 1902 г. – Веркор, френски писател († 1991 г.)
- 1903 г. – Джулио Ната, италиански химик, Нобелов лауреат през 1963 г. († 1979 г.)
- 1903 г. – Чарлз Орд Уингейт, британски офицер († 1944 г.)
- 1906 г. – Талал I (Йордания), крал на Йордания († 1972 г.)
- 1907 г. – Джон Боулби, английски психоаналитик († 1990 г.)
- 1913 г. – Херман Ленц, немски писател († 1998 г.)
- 1918 г. – Теодор Стърджън, американски писател († 1985 г.)
- 1921 г. – Алберт Коен, български писател († 1986 г.)
- 1928 г. – Фатс Домино, американски музикант († 2017 г.)
- 1930 г. – Лазар Берман, руски пианист († 2005 г.)
- 1932 г. – Джони Кеш, американски певец († 2003 г.)
- 1932 г. – Теодор Димитров, български дипломат
- 1934 г. – Михаил Берберов, български поет († 1989 г.)
- 1936 г. – Димо Печеников, български футболист († 2005 г.)
- 1941 г. – Тони Рей-Джоунс, британски фотограф († 1972 г.)
- 1943 г. – Иван Радев, български историк († 2020 г.)
- 1944 г. – Марко Тодоров, български учен
- 1944 г. – Роналд Лаудер, американски предприемач
- 1946 г. – Ахмед Зеуаил, египетски химик, Нобелов лауреат през 1999 г. († 2016 г.)
- 1947 г. – Иля Велчев, български писател
- 1949 г. – Ема Къркби, британска певица
- 1953 г. – Васил Долапчиев, български общественик
- 1953 г. – Майкъл Болтън, американски певец
- 1954 г. – Искра Йосифова, българска актриса († 2005 г.)
- 1954 г. – Реджеп Ердоган, турски политик
- 1955 г. – Андреас Майслингер, австрийски политолог
- 1956 г. – Бадамдорж Батхишиг, монголски дипломат
- 1956 г. – Мишел Уелбек, френски писател
- 1958 г. – Силва Зурлева, българска журналистка († 2020 г.)
- 1963 г. – Бернардо Редин, колумбийски футболист
- 1964 г. – Петър Хубчев, български футболист
- 1966 г. – Благо Александров, български футболист
- 1966 г. – Славчо Богоев, български политик
- 1970 г. – Николай Желязков, български волейболист
- 1971 г. – Красимир Бислимов, български футболист
- 1971 г. – Макс Мартин, шведски композитор
- 1973 г. – Андре Танебергер, немски DJ
- 1973 г. – Уле Гунар Солшер, норвежки футболист
- 1974 г. – Себастиен Льоб, френски автомобилен състезател
- 1982 г. – Борис Солтарийски, български певец
- 1982 г. – Ли На, тенисистка от Китай
- 1983 г. – Пепе, португалски футболист
- 1984 г. – Берен Саат, турска актриса
- 1984 г. – Еманюел Адебайор, тогоански футболист
- 1985 г. – Мики Фуджимото, японска певица
- 1985 г. – Фернандо Йоренте, испански футболист
- 1986 г. – Хана Кърни, американска състезателка по ски
- 1987 г. – Иван Петков, български политик и икономист
- 1991 г. – Си Ел, южнокорейска певица и член на 2NE1

## Починали
- 1577 г. – Ерик XIV крал на Швеция (* 1533)
- 1603 г. – Мария Испанска унгарска кралица (* 1528)
- 1770 г. – Джузепе Тартини, италиански композитор (* 1692 г.)
- 1821 г. – Жозеф дьо Местр, савойски философ (* 1753 г.)
- 1834 г. – Алоиз Зенефелдер, немски изобретател (* 1771 г.)
- 1871 г. – Теодосий Икономов, български възрожденец (* 1836 г.)
- 1892 г. – Георги Вълкович, български лекар (* 1833 г.)
- 1909 г. – Херман Ебингхаус, немски психолог (* 1850 г.)
- 1914 г. – Пьотър Семьонов-Тяншански, руски географ (* 1827 г.)
- 1922 г. – Алоис Хьофлер, австрийски философ (* 1853 г.)
- 1927 г. – Херман Обрист, швейцарски художник (* 1862 г.)
- 1931 г. – Ото Валах, германски химик, Нобелов лауреат през 1910 г. (* 1847 г.)
- 1938 г. – Александър Амфитеатров, руски писател (* 1862 г.)
- 1943 г. – Теодор Айке, нацистки офицер (* 1892 г.)
- 1949 г. – Иван Сокачев, български писател (* 1887 г.)
- 1953 г. – Николай Державин, руски филолог (* 1877 г.)
- 1959 г. – Стоян Романски, български филилог (* 1882 г.)
- 1960 г. – Александър Белич, сръбски филолог (* 1876 г.)
- 1961 г. – Мохамед V, крал на Мароко (* 1909 г.)
- 1969 г. – Карл Ясперс, немски психиатър и философ (* 1883 г.)
- 1971 г. – Фернандел, френски комик (* 1903 г.)
- 1985 г. – Тялинг Коопманс, холандски икономист, Нобелов лауреат през 1975 г. (* 1910 г.)
- 1994 г. – Бил Хикс, американски комик (* 1961 г.)
- 1997 г. – Христо Огнянов, български поет (* 1911 г.)
- 1998 г. – Теодор Шулц, американски икономист, Нобелов лауреат през 1979 г. (* 1902 г.)
- 1999 г. – Херберт Бергер, австрийски писател (* 1932 г.)
- 2000 г. – Йоанна Савойска, българска царица (* 1907 г.)
- 2001 г. – Драгослав Аврамович, сръбски икономист (* 1919 г.)
- 2003 г. – Иван Маринов, български композитор (* 1928 г.)
- 2004 г. – Борис Трайковски, президент на Република Македония (* 1956 г.)
- 2005 г. – Бела Грунбергер, френски психоаналитик (* 1903 г.)
- 2005 г. – Джеф Раскин, американски компютърен специалист (* 1943 г.)
- 2013 г. – Стефан Хесел, френски дипломат и писател (* 1917 г.)
- 2016 г. – Карл Дедециус, немски писател и преводач (* 1921 г.)
- 2020 г. – Неджмие Ходжа, албански политик (* 1921 г.)

## Празници
- Православна църква – св. Серафим Богучарски, Софийски Чудотворец
- Кувейт – Празник на освобождението (от Ирак през 1991 г.)